# NGC 5018
NGC 5018 é uma galáxia elíptica (E3) localizada na direcção da constelação de Virgo. Possui uma declinação de -19° 31' 10" e uma ascensão recta de 13 horas, 13 minutos e 00,9 segundos.
A galáxia NGC 5018 foi descoberta em 8 de Abril de 1788 por William Herschel.